# Амитрол
Амитрол или 3-АТ — неселективный системный гербицид из группы триазолов.

## Синтез
Амитрол синтезируют из гуанидина. Гуанин реагирует с серной кислотой, образуя гуанидинсульфат и далее с азотной кислотой, превращаясь в нитрогуанидин. Нитрогуанидин гидрируется до аминогуанидина, который циклизуется после взаимодействия с муравьиной кислотой, давая амитрол.

## История
В США амитрол стал причиной «Клюквенного скандала», который произошёл в 1959 году. Министерство сельского хозяйства допустило амитрол к использованию на клюквенных полях в 1957 году, однако разрешалось использовать его только после сбора урожая. Некоторые фермеры не смогли выполнить эти требования, так что Управлению по санитарному надзору за качеством пищевых продуктов и медикаментов (FDA) пришлось изъять несколько заражённых амитролом партий клюквы, которые были помещены в холодильник на время дальнейшего разбирательства. Согласно данным завершавшегося в 1959 году долгосрочного исследования амитрол вызывал у крыс рак щитовидной железы. В 1958 году был принят закон, предусматривающий, что пища не должна содержать никаких следов канцерогенных веществ. В соответствии с этим законом FDA уничтожил замороженную партию ягод. 9-го Ноября 1959 года, за несколько недель до дня благодарения министр здравоохранения Артур Флемминг рекомендовал потребителям не покупать клюкву, до тех пор пока FDA не проведёт полную проверку всех партий на амитрол. Как производители клюквы, так и производители амитрола (American Cyanamid и Amchem) решительно протестовали.
Цены на клюкву, тем не менее резко упали, крупные сети супермаркетов приостановили продажи, а некоторые рестораны изъяли ягоды из меню. Чтобы успокоить общественность, министр сельского хозяйства Эзра Тафт Бенсон объявил, что он и его семья будут есть клюкву на день благодарения, а вице-президент Ричард Никсон съел на ужин четыре порции клюквы.
FDA удалось заблаговременно проверить все запасы до дня благодарения. Волнения общественности быстро улеглись, а инцидент был забыт. После этого скандала Американские производители средств защиты растений значительно усилили свои связи с общественностью.

## Использование
Амитрол используется в качестве гербицида против широколиственных сорняков на землях, не предназначенных для выращивания продуктов питания.
Обработка 3-AT культуры клеток дрожжей, которые содержат плазмиду с геном HIS3, кодирующий фермент для катализа шестой реакции синтеза гистидина (собственный ген HIS3 у дрожжей либо не представлен, либо не функционален), приводит к выживанию только клеток с высоким уровнем экспрессии HIS3. Такой приём полезен в двугибридном анализе, когда два высокоафинных друг к другу белка (а следовательно и более высокий уровень экспресси гена HIS3) позволяет дрожжам выживать в среде с высоким содержанием 3-AT. Селекцию проводят на селективной среде без гистидина.

## Механизм действия
Принцип действия амитрола остаётся спорным. Высказывались гипотезы, что он ингибирует синтез пигментов, а точнее ликопинциклазы в пути биосинтеза каротиноидов. Ранее был также высказывались наблюдения, что он нарушает синтез цитокинов, ингибируя таким образом рост корней. Наиболее популярна версия, что амитрол осуществляет бесконкурентное ингибирование имидазолглицеролфосфатдигидротазы, фермента катализирующего шестой шаг биосинтеза гистидина у растений бактерий и грибов.

## Утверждение
В некоторых государствах ЕС амитрол допускается в качестве средства защиты растений, однако в Германии, Австрии и Швейцарии он запрещён. До 30 сентября 2016 года государства-члены ЕС должны отказаться от использования всех препаратов, содержащих амитрол в качестве активного ингредиента.

## Токсичность
Амитрол слабо токсичен, но является канцерогеном.